# Motešice
Motešice jsou obec na Slovensku, v okrese Trenčín v Trenčínském kraji. Žije v nich 779 obyvatel.

## Pamětihodnosti
V obci stojí římskokatolický kostel Narození Panny Marie ze 12. století a kaple svatého Jana Nepomuckého z roku 1767. Do správního území obce zasahuje část přírodní památky Potok Machnáč.

## Osobnosti
- Milan Peťovský, slovenský kameraman a filmový režisér, jeden z průkopníků slovenského animovaného filmu, se zde narodil v roce 1931.